# Hamadryas feronia
Hamadryas feronia là một loài Hamadryas thuộc họ Nymphalidae. Loài này có ở khu vực phía nam của Hoa Kỳ về phía nam tới Brasil.

## Phân loài
- Hamadryas feronia feronia (Brasil, Paraguay, Peru)
- Hamadryas feronia farinulenta (Mexico, Honduras, Venezuela, Colombia, Trinidad)

## Hình ảnh

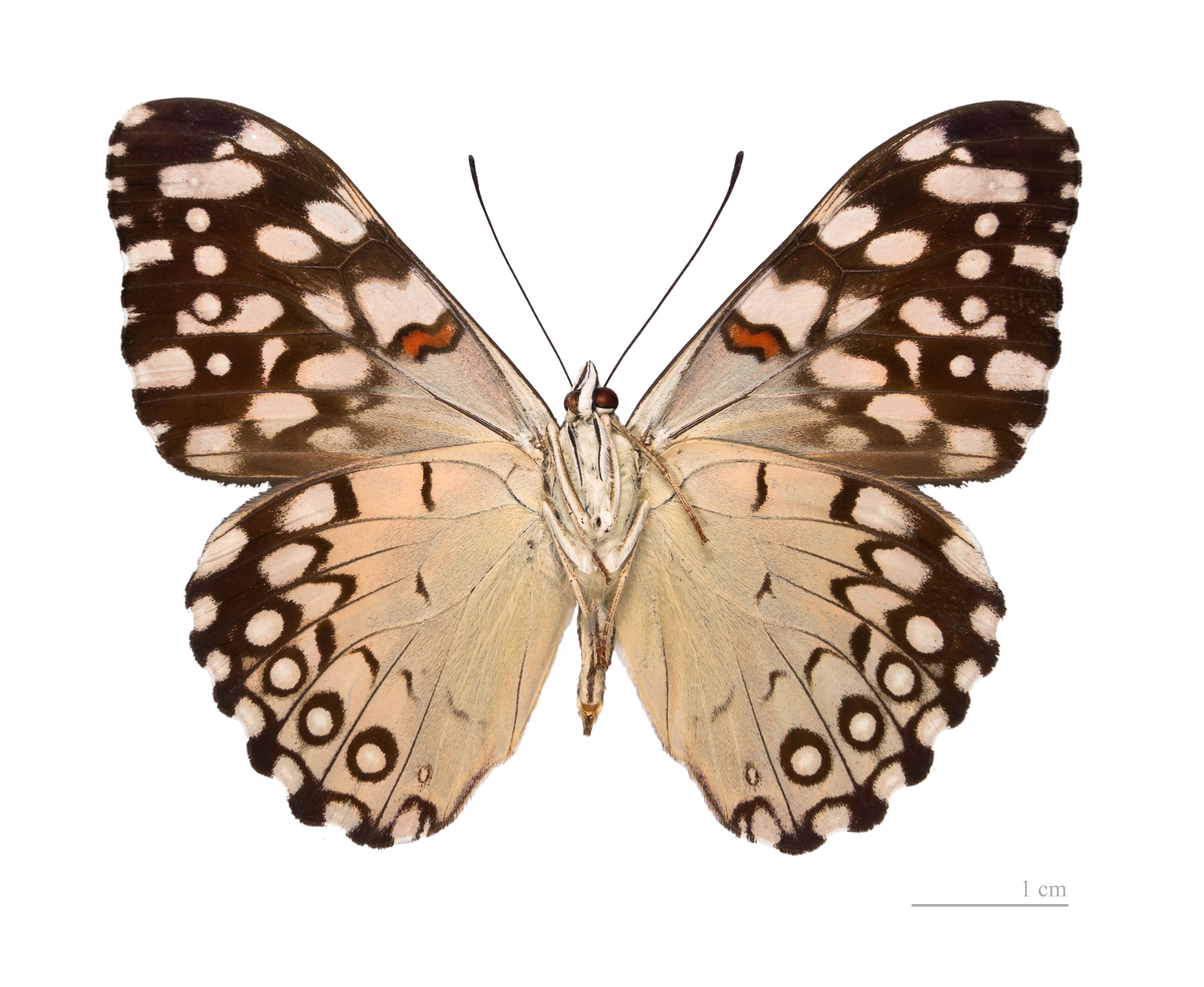
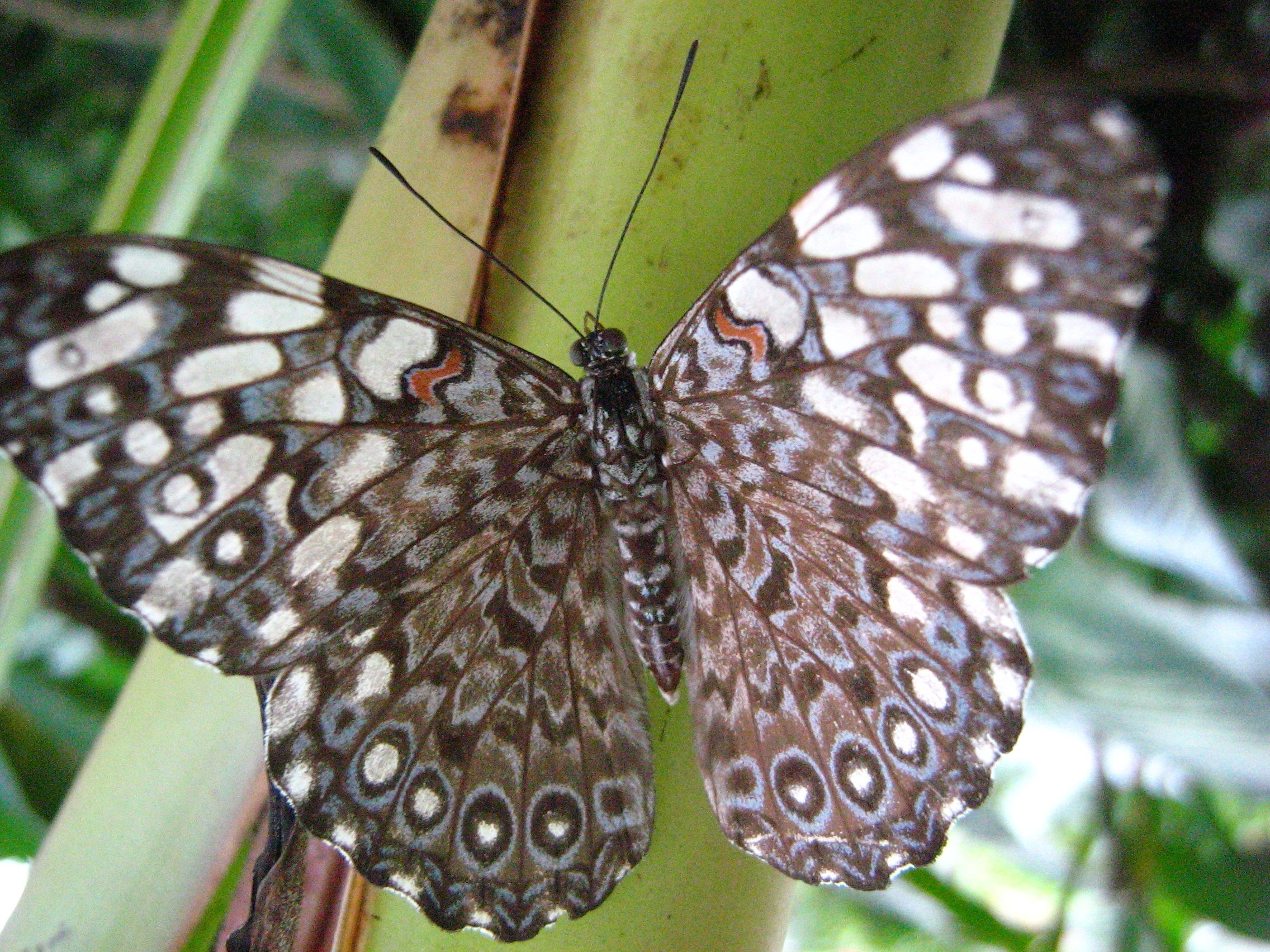